# Pinguicula mirandae
Pinguicula mirandae är en tätörtsväxtart som beskrevs av S. Zamudio Ruiz och A. Salinas T.. Pinguicula mirandae ingår i släktet tätörter, och familjen tätörtsväxter. Inga underarter finns listade i Catalogue of Life.